# Symphodus
Genre

Symphodus est un genre de poissons de la famille des Labridae. Il regroupe les espèces appelées crénilabres.

## Liste des espèces
Selon FishBase (6 mai 2014), World Register of Marine Species (6 mai 2014) et ITIS (6 mai 2014) :
- Symphodus bailloni (Valenciennes in Cuvier & Valenciennes, 1839) — Crénilabre de Baillon
- Symphodus cinereus (Bonnaterre, 1788) — Crénilabre cendré
- Symphodus doderleini Jordan, 1890 — Crénilabre de Doderlein
- Symphodus mediterraneus (Linnaeus, 1758) — Crénilabre méditerranéen
- Symphodus melanocercus (Risso, 1810) — Crénilabre à queue noire
- Symphodus melops (Linnaeus, 1758) — Crénilabre commun, Crénilabre mélops
- Symphodus ocellatus (Forsskål, 1775) — Crénilabre ocellé
- Symphodus roissali (Risso, 1810) — Crénilabre à cinq taches
- Symphodus rostratus (Bloch, 1791) — Sublet
- Symphodus tinca (Linnaeus, 1758) — Crénilabre paon

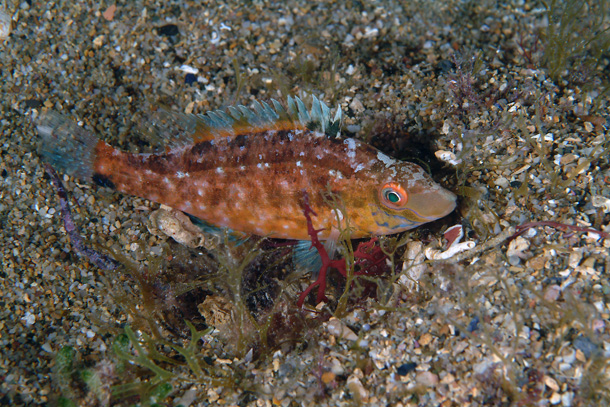
Symphodus cinereus
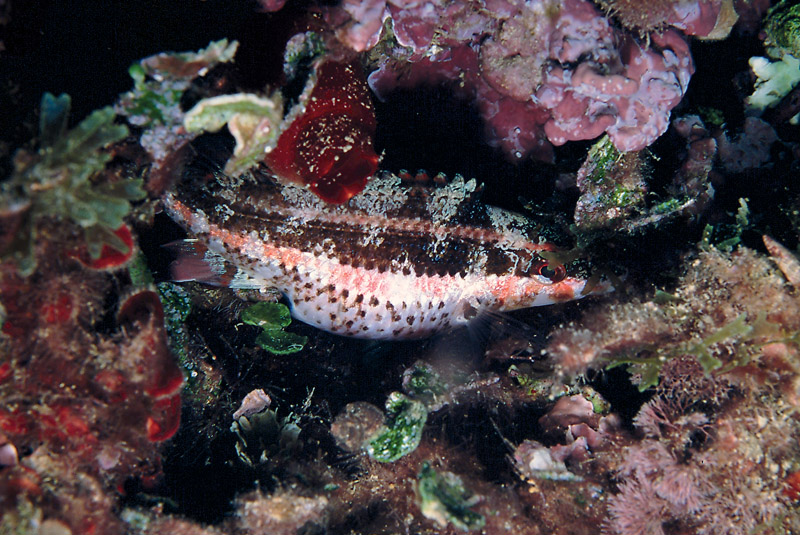
Symphodus doderleini
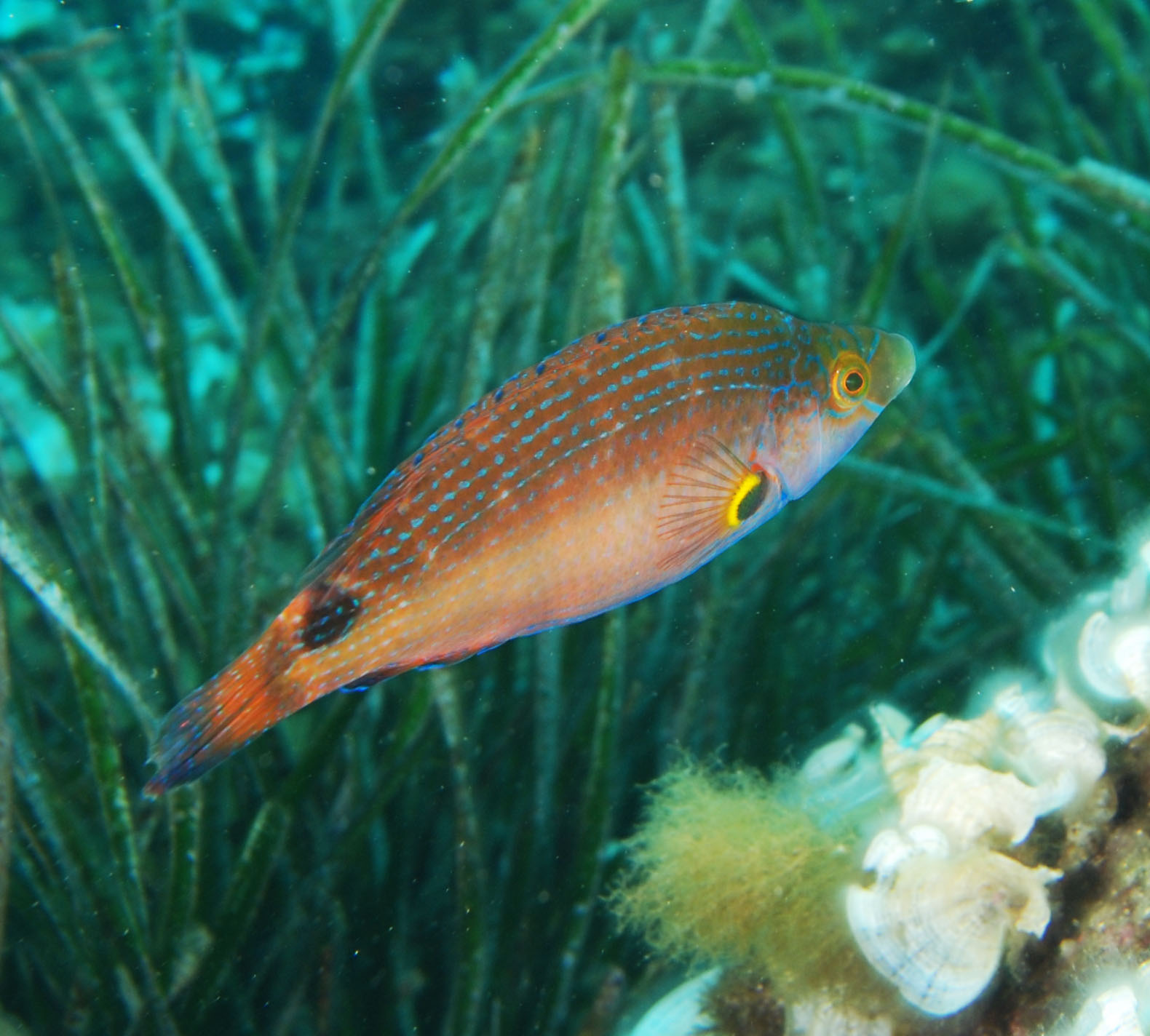
Symphodus mediterraneus
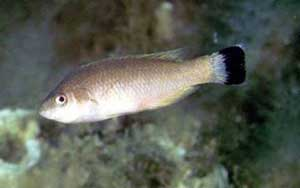
Symphodus melanocerus

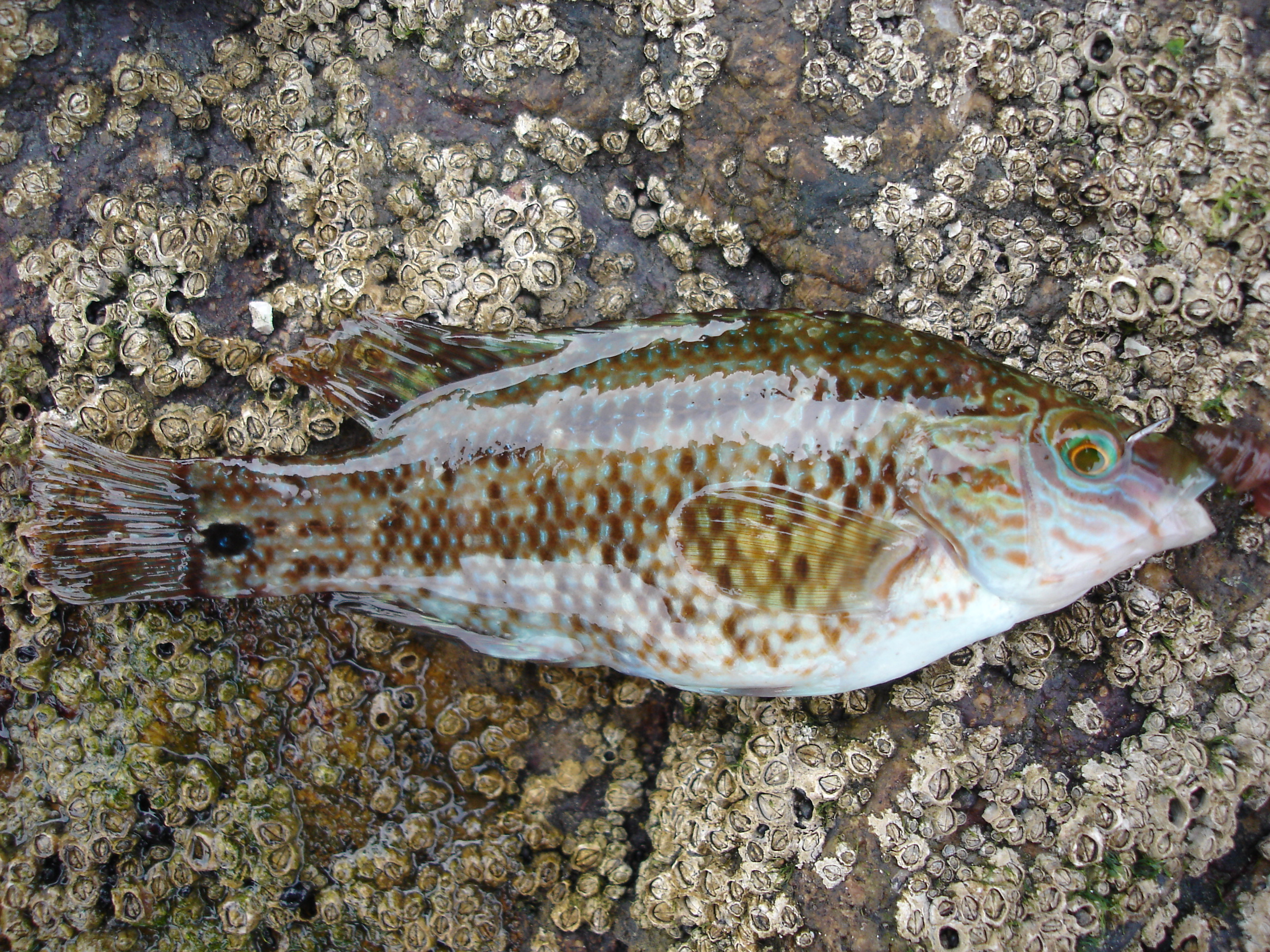
Symphodus melops
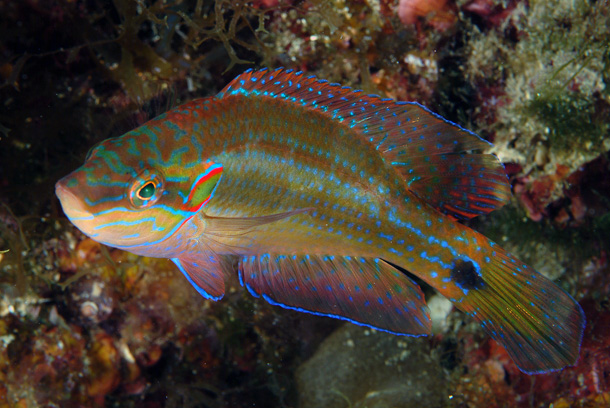
Symphodus ocellatus
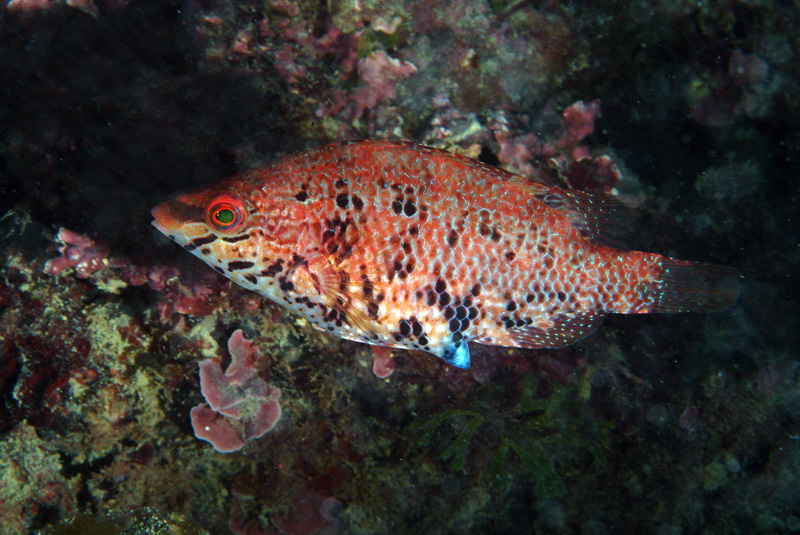
Symphodus roissali
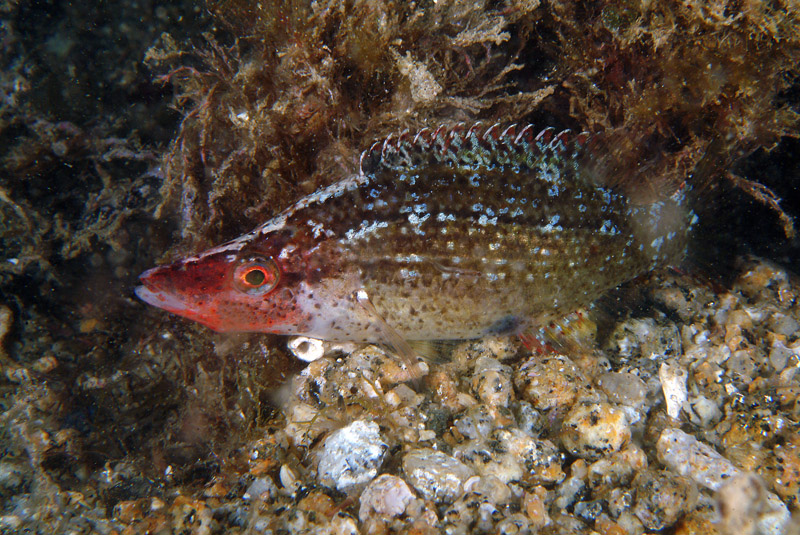
Symphodus rostratus
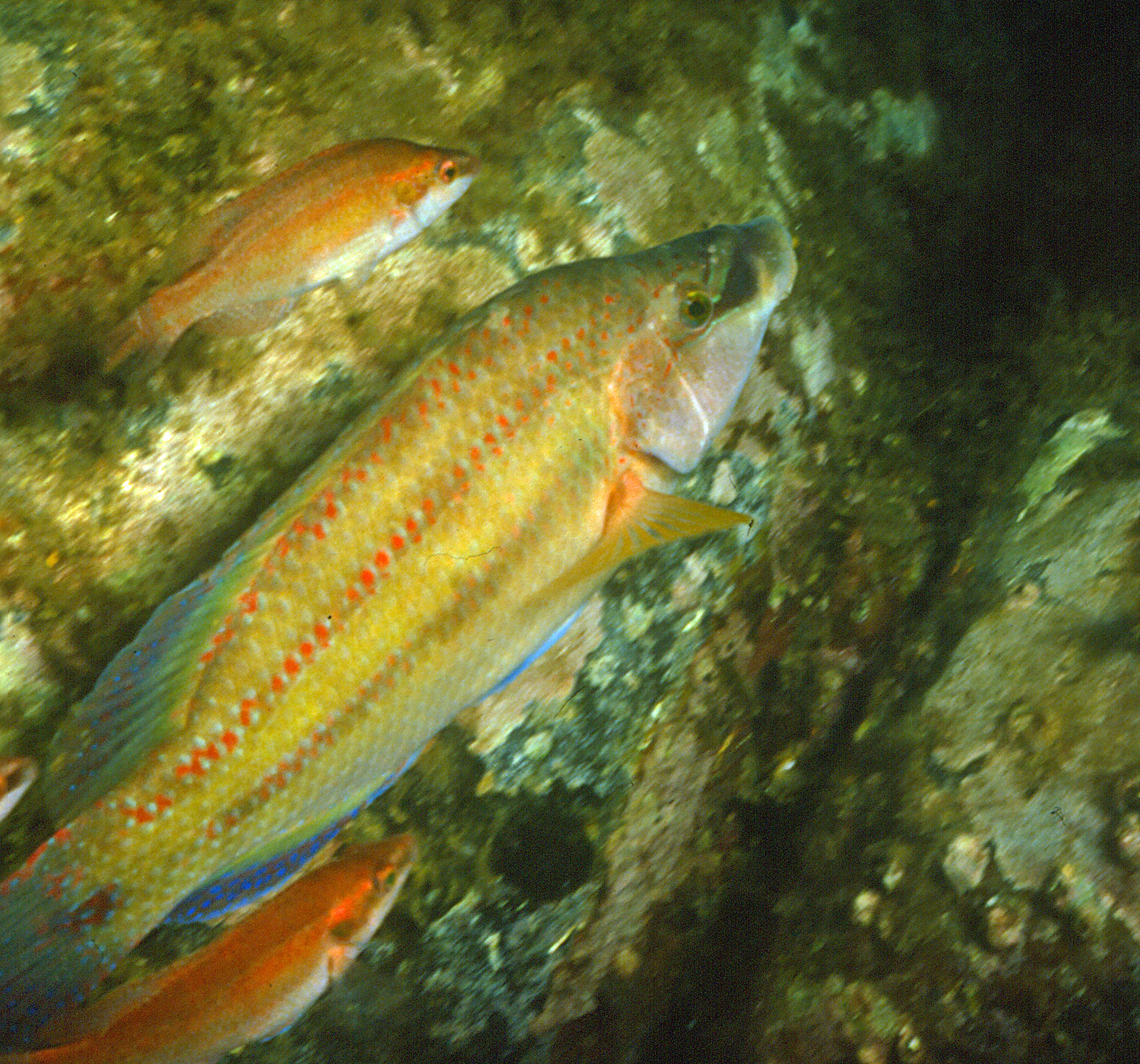
Symphodus tinca (mâle avec des femelles)
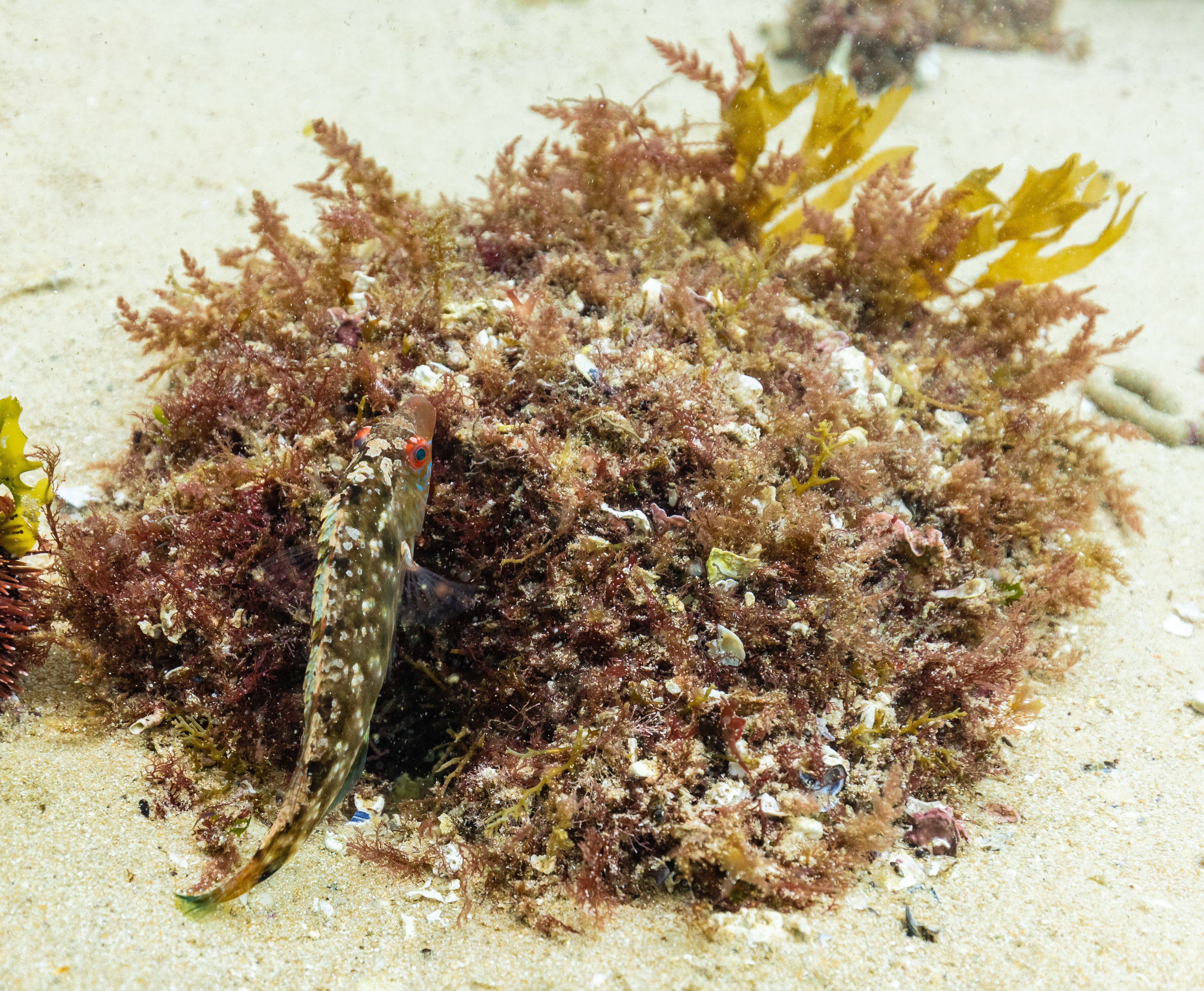
Crénilabre à cinq taches, de la famille des symphodus, mâle, en train de faire un nid dans le parc naturel de l'Arrábida, Portugal. Juillet 2020.